# ATP Shenzhen Open 2018
ATP Shenzhen Open 2018  byl tenisový turnaj pořádaný jako součást mužského okruhu ATP World Tour, který se hrál na otevřených dvorcích s tvrdým povrchem Plexipave komplexu Shenzhen Longgang Sports Center. Probíhal mezi 24. až 30. zářím 2018 v čínském Šen-čenu jako pátý ročník turnaje.
Turnaj s rozpočtem 800 320 amerických dolarů patřil do kategorie ATP World Tour 250. Nejvýše nasazeným hráčem ve dvouhře se stal jedenáctý tenista světa David Goffin z Belgie, kterého po volném losu vyřadil ve druhém kole Skot Andy Murray. Jako poslední přímý účastník do hlavní singlové soutěže nastoupil běloruský 100. hráč žebříčku Ilja Ivaška.
První singlový titul na okruhu ATP Tour vybojoval v debutovém kariérním finále 23letý japonský kvalifikant Jošihito Nišioka. Premiérovou společnou trofej ze čtyřhry turnaje ATP si odvezl japonsko-britský pár Ben McLachlan a Joe Salisbury.

## Rozdělení bodů a finančních odměn

### Rozdělení bodů
| Soutěž  | vítězové | finalisté | semifinalisté | čtvrtfinalisté | 16 v kole | 32 v kole | Q  | Q2 | Q1 |
| ------- | -------- | --------- | ------------- | -------------- | --------- | --------- | -- | -- | -- |
| dvouhra | 250      | 150       | 90            | 45             | 20        | 0         | 12 | 6  | 0  |
| čtyřhra | 250      | 150       | 90            | 45             | 0         | —         | —  | —  | —  |

### Finanční odměny
| Soutěž                              | vítězové | finalisté | semifinalisté | čtvrtfinalisté | 16 v kole | 32 v kole | Q2     | Q1     |
| ----------------------------------- | -------- | --------- | ------------- | -------------- | --------- | --------- | ------ | ------ |
| dvouhra                             | $130 885 | $68 930   | $37 340       | $21 270        | $12 535   | $7 425    | $3 340 | $1 670 |
| čtyřhra                             | $39 760  | $20 900   | $1 330        | $6 480         | $3 800    | —         | —      | —      |
| částka ve čtyřhře je uvedena na pár |          |           |               |                |           |           |        |        |

## Mužská dvouhra

### Nasazení
| Stát                         | Hráč               | ATP | Nasazení |
| ---------------------------- | ------------------ | --- | -------- |
| Belgie                       | David Goffin       | 11. | 1.       |
| Řecko                        | Stefanos Tsitsipas | 15. | 2.       |
| Chorvatsko                   | Borna Ćorić        | 18. | 3.       |
| Bosna a Hercegovina          | Damir Džumhur      | 28. | 4.       |
| Španělsko                    | Fernando Verdasco  | 29. | 5.       |
| Kanada                       | Denis Shapovalov   | 34. | 6.       |
| Austrálie                    | Alex de Minaur     | 38. | 7.       |
| Itálie                       | Andreas Seppi      | 47. | 8.       |
| Žebříček ATP k 17. září 2018 |                    |     |          |

### Jiné formy účasti
Následující hráči obdrželi divokou kartu do hlavní soutěže:
- Andy Murray
- Wu Ti
- Čang Č’-čen

Následující hráči postoupili z kvalifikace:
- Tacuma Itó
- Jason Jung
- Jošihito Nišioka
- Ramkumar Ramanathan

### Odhlášení
před zahájením turnaje
- Denis Istomin → nahradil jej  Mackenzie McDonald
- Benoît Paire → nahradil jej  Jiří Veselý

### Skrečování
- Guillermo García-López
- Lukáš Lacko
- Čang Č’-čen

## Mužská čtyřhra

### Nasazení
| Stát                                                                    | Hráč             | Stát               | Hráč           | ATP | Nasazení |
| ----------------------------------------------------------------------- | ---------------- | ------------------ | -------------- | --- | -------- |
| Japonsko                                                                | Ben McLachlan    | Spojené království | Joe Salisbury  | 63. | 1.       |
| Nový Zéland                                                             | Marcus Daniell   | Nizozemsko         | Wesley Koolhof | 87. | 2.       |
| Česko                                                                   | Roman Jebavý     | Argentina          | Andrés Molteni | 97. | 3.       |
| Švédsko                                                                 | Robert Lindstedt | USA                | Rajeev Ram     | 98. | 4.       |
| Žebříček ATP k 17. září 2018; číslo je součtem umístění obou členů páru |                  |                    |                |     |          |

### Jiné formy účasti
Následující páry obdržely divokou kartu do hlavní soutěže:
- Li Če /  Wu Ti
- Sun Fa-ťing /  Čang Č’-čen

### Odhlášení
v průběhu turnaje
- Denis Kudla

## Přehled finále

### Mužská dvouhra
- Jošihito Nišioka vs.  Pierre-Hugues Herbert, 7–5, 2–6, 6–4

### Mužská čtyřhra
- Ben McLachlan /  Joe Salisbury vs.  Robert Lindstedt /  Rajeev Ram, 7–6(7–5), 7–6(7–4)